# So ein Schlamassel
So ein Schlamassel ist eine deutsche Liebeskomödie, die 2009 produziert und am 29. Januar 2010 im Ersten ausgestrahlt wurde.

## Handlung
Eigentlich könnte es für die junge Berliner Jüdin Jil nicht besser laufen: Nach langer Zeit des Singledaseins hat sie sich in den Landschaftsarchitekten Marc Norderstedt verliebt. Es gibt jedoch ein kleines Problem: Marc ist ein sogenannter Goi, ein Nichtjude. Was für die liberale Jil kein großes Problem darstellt, ist für ihre jüdische Familie hingegen eine mittelschwere Katastrophe. Sie wünschen sich nichts mehr, als dass Jil einen Juden heiratet. Da Jil jedoch ihre Liebe zu Marc nicht einfach aufgeben möchte, sich aber auch nicht traut, ihrer Familie zu offenbaren, dass sie einen Nichtjuden liebt, entscheidet sie sich, Marc ihrer Familie als einen Juden vorzustellen. Der Plan geht zunächst auf. Bei einem gemeinsamen Abendessen präsentiert sich Marc als erfolgreicher jüdischer Landschaftsarchitekt. Jils Familie ist sehr angetan von ihm.
Die nächsten Wochen verlaufen – bis auf kleinere Konflikte zwischen Jil und Marc – nach Plan. Bei der Bar Mitzwa von Jils Neffen Ruven fliegt das Versteckspiel jedoch auf: Als der kleine Ruven beim Toilettengang zufällig Marcs Vater Ludwig sieht, ist Ruven verwirrt, da Ludwig nicht beschnitten ist. Ruven läuft zu Jils Familie und berichtet ihnen von seiner „Entdeckung“. Marcs Eltern, die nichts vom Versteckspiel ihres Sohnes wissen, berichten Jils Familie, dass sie gar keine Juden sind. Jils Verwandte sind schockiert und schwer enttäuscht von Jils und Marcs Lüge. Zu allem Übel bricht Großvater Mosche zusammen und muss ins Krankenhaus eingeliefert werden. Zunächst scheint es so, als wäre die Beziehung zwischen Jil und Marc nun endgültig vorbei. Doch Zippi, Jils liberale lesbische Freundin, bringt beide Familien wieder zusammen. Sie schafft es, dass die kulturellen Unterschiede von allen Seiten akzeptiert werden.

## Wissenswertes
- Gedreht wurde ausschließlich in Berlin. Der Film wurde von Dr. Alice Brauner, der Tochter des legendären Filmproduzenten Artur Brauner, produziert. Die Geschichte basiert auf ihren eigenen Erlebnissen.
- Bei der Ausstrahlung des Films am 29. Januar 2010 sahen den Film 3,93 Millionen Menschen, was in der Zuschauergruppe ab 3 Jahren einem Marktanteil von 12,3 Prozent entsprach.[1]
- Das Substantiv Schlamassel im Titel des Films geht auf das jiddische Schlimassel (abgeleitet von hebräisch mazl für Glück) zurück, was so viel bedeutet wie „Unglück, sich in einer recht aussichtslosen Situation befinden.“